# Richard B. Firestone
Richard B. Firestone (* 19. September 1945 in Los Angeles) ist ein US-amerikanischer Chemiker.
Firestone wuchs in Evanston (Illinois) auf und studierte Chemie an der University of Michigan mit dem Bachelor-Abschluss 1967 und wurde 1974 an der Michigan State University in Kernchemie promoviert. Danach war er angestellter Wissenschaftler beim Lawrence Berkeley National Laboratory, wo er Gruppenleiter des  Isotopen-Projekts war.
Bekannt wurde er für die 2006 in seinem Buch zuerst vorgestellte Impakt-Hypothese, die seiner Ansicht nach den Kälteeinbruch in der Jüngeren Dryas-Zeit samt Ende der Clovis-Kultur und Aussterben von Großfauna (Mammut, Säbelzahntiger) verursacht haben soll. Er meint dafür Belege in einer Schicht am Beginn der jüngeren Dryas gefunden zu haben mit Iridium-Anreicherung, Kohlenstoffkügelchen und anderen Verbrennungs-Aerosolen, Platin-Anreicherung, Nanodiamanten, glasartigem Kohlenstoff mit Fullerenen und Hinweise auf großräumige globale Waldbrände, die seiner Ansicht nach auf einen Einschlag im Laurentischen Eisschild in Nordamerika vor 12.900 Jahren hinweist. In einer modifizierten These gehen er und Kollegen (wie die Chemieprofessorin Wendy S. Wolbach) von mehreren Einschlägen eines zerbrochenen Asteroidenteils mit überwiegenden atmosphärischen Explosionen (Airbursts) aus. Die These ist umstritten, namhafte Kritiker sind unter anderem der Impakt-Spezialist Mark Boslough. Unterstützung für seine These veröffentlichte Firestone 2018 mit Kollegen.
Aus der Tatsache, dass die Anreicherung von radioaktiven  C14 Isotopen in den letzten 50.000 Jahren höher war, schließt Firestone auf mindestens vier Supernova-Explosionen in der Umgebung der Erde (Abstand weniger als 250 Parsec) in diesem Zeitraum auch mit Auswirkung auf die Störung von Asteroidenbahnen mit höherer Impakt-Wahrscheinlichkeit auf der Erde.
Firestone ist Mitglied der Holocene Impact Working Group.
Er ist nicht mit dem Physikochemiker Richard F. Firestone (* 1926) zu verwechseln.

## Schriften
- Herausgeber: Table of Radioactive Isotopes, Wiley 1986
- Herausgeber mit Virginia S. Shirley: Tables of Isotopes, Wiley, 8. Auflage, mehrere Bände, 1996, Update 1998
- Herausgeber: Handbook of Prompt Gamma Activation Analysis, Kluwer 2004
- mit Allen West, Simon Warwick-Smith: The Cycle of Cosmic Catastrophes. Flood, Fire and Famine in the History of Civilization, Bear and Company (Inner Traditions), Rochester/Vermont 2006